# Fuero de Santillana del Mar (1209)
El 11 de diciembre de 1209 Santillana del Mar (Cantabria, España) recibió un fuero por parte del rey Alfonso VIII de Castilla por el cual la población adquirió el título de villa y fue donada al monasterio en torno al que surgió. El documento vino a sumarse a otro concedido por Fernando I en el año 1045 que dio a la iglesia de la abadía de Santa Juliana el rango de colegiata. El documento se conserva en el archivo de la colegiata.
El fuero de 1209 se enmarca dentro de la política de Alfonso VIII, que otorgó diversos fueros, además de a Santillana, a las villas marineras cántabras, luego unidas en una provincia llamada Hermandad de las Cuatro Villas, únicos puertos que poseía entonces el Reino de Castilla. La pretensión de los reyes castellanos era expandir su comercio marítimo en los mercados europeos. El fuero de Santillana fue elaborado a modelo del de Santander, dado por el mismo rey en 1187.
El fuero fue escrito en el valle de Buelna durante una visita de Alfonso VIII al norte de su reino (actual Cantabria). El fuero es exacto al de Santander, hasta tal punto que Santillana del Mar, una localidad que, a pesar de su nombre, no posee mar, obtuvo las concesiones marítimo-comerciales que le fueron otorgadas al puerto de Santander. No obstante, el fuero de Santillana tiene algunas adiciones.
El documento permitía a los abades cobrar sueldo a los vecinos de la villa e impedir ejercer jurisdicción a los nobles que en ella habitaban, además de regular impuestos, libertad de mercado y jurisdicción penal, entre otros asuntos.